# Lingayen
Lingayen è una municipalità di prima classe delle Filippine, capoluogo della Provincia di Pangasinan, nella regione di Ilocos.
Lingayen ha dato i natali a Fidel Valdez Ramos, dodicesimo Presidente delle Filippine.
Lingayen è formata da 32 baranggay:
- Aliwekwek
- Baay
- Balangobong
- Balococ
- Bantayan
- Basing
- Capandanan
- Domalandan Center
- Domalandan East
- Domalandan West
- Dorongan
- Dulag
- Estanza
- Lasip
- Libsong East
- Libsong West

- Malawa
- Malimpuec
- Maniboc
- Matalava
- Naguelguel
- Namolan
- Pangapisan North
- Pangapisan Sur
- Poblacion
- Quibaol
- Rosario
- Sabangan
- Talogtog
- Tonton
- Tumbar
- Wawa